# Норт-Плімут (Массачусетс)
Норт-Плімут (англ. North Plymouth) — переписна місцевість (CDP) в США, в окрузі Плімут штату Массачусетс. Населення — 3983 особи (2020).

## Географія
Норт-Плімут розташований за координатами 41°58′30″ пн. ш. 70°40′44″ зх. д. / 41.97500° пн. ш. 70.67889° зх. д. (41.975084, -70.678758).  За даними Бюро перепису населення США в 2010 році переписна місцевість мала площу 9,01 км², з яких 3,23 км² — суходіл та 5,78 км² — водойми.

## Демографія
Згідно з переписом 2010 року, у переписній місцевості мешкало 3600 осіб у 1547 домогосподарствах у складі 857 родин. Густота населення становила 400 осіб/км².  Було 1675 помешкань (186/км²).
Расовий склад населення:
| - 85,9 % — білих - 3,8 % — чорних або афроамериканців - 1,1 % — азіатів - 0,6 % — корінних американців - 0,1 % — вихідців з тихоокеанських островів - 4,7 % — осіб інших рас |

До двох чи більше рас належало 3,8 %. Частка іспаномовних становила 2,5 % від усіх жителів.
За віковим діапазоном населення розподілялося таким чином: 19,9 % — особи молодші 18 років, 65,6 % — особи у віці 18—64 років, 14,5 % — особи у віці 65 років та старші. Медіана віку мешканця становила 38,0 року. На 100 осіб жіночої статі у переписній місцевості припадало 96,9 чоловіків;  на 100 жінок у віці від 18 років та старших — 95,7 чоловіків також старших 18 років.
Середній дохід на одне домашнє господарство  становив 80 284 долари США (медіана — 53 815), а середній дохід на одну сім'ю — 100 171 долар (медіана — 73 984). Медіана доходів становила 53 661 долар для чоловіків та 41 012 долари для жінок. За межею бідності перебувало 12,7 % осіб, у тому числі 13,7 % дітей у віці до 18 років та 21,4 % осіб у віці 65 років та старших.
Цивільне працевлаштоване населення становило 1950 осіб. Основні галузі зайнятості: мистецтво, розваги та відпочинок — 20,9 %, освіта, охорона здоров'я та соціальна допомога — 20,4 %, науковці, спеціалісти, менеджери — 16,1 %.